# Morava (Serbie)
Pour les articles homonymes, voir Morava.
La Morava ou Velika Morava (Grande Morava) est une rivière de Serbie, affluent droit du Danube. La source principale de ce fleuve se trouve sur les hauts de Viti, petite ville du sud-est du Kosovo, cette dernière est traversée par le fleuve Morava.

## Géographie
Près de la ville de Stalac, la Morava méridionale Južna Morava et la Morava occidentale Zapadna Morava donnent naissance à la Grande Morava (Velika Morava).

## Nom
Dans l’antiquité, la rivière s’appelait Margos ou Margus. Après la migration vers le sud des « Serbes blancs » de la Grande-Moravie (un puissant État slave du Moyen Âge qui regroupait l’est des actuelles Allemagne et Autriche, les actuelles Pologne, Tchéquie, Slovaquie, Hongrie et le nord des actuelles Slovénie et Croatie), la Margos prend le nom de Morava repris de celui de la rivière tchèque.